# Senecio formosoides
Senecio formosoides ist ein nur im nördlichen Südamerika vorkommender Vertreter der Greiskräuter (Senecio).

## Merkmale
Senecio formosoides ist eine krautige Pflanze, die zur Blütezeit eine Wuchshöhe von 40 cm erreicht. Sie besitzt eine grundständige Blattrosette, aus der der purpurne oder grüne Stängel entspringt, der nicht verzweigt ist. Die Blätter sind sitzend. Die Blätter der Grundrosette sind sechs bis acht Zentimeter lang und 0,6 bis 0,8 Zentimeter breit, lanzeolat. Manchmal ist die Unterseite zweifärbig mit purpurnen, kahl werdenden Flecken. Die Blattbasis ist keilförmig, der Blattrand eingerollt, gewellt und gezähnt, die Blattspitze ist spitz, die Blattnervatur ist fiederig mit deutlicher Mittelrippe. In den Winkeln der sekundären Nerven sind die Blätter purpurn. Die Stängelblätter sind 2,2 bis 4 Zentimeter lang und 0,4 bis 1 Zentimeter breit, lanzettlich, kahlwerdend. Der Blattgrund ist herzförmig stängelumfassend, der Blattrand eingerollt und drüsig gezähnt. Das Blattende ist spitz, die Nervatur unauffällig.
Der Blütenstand ist eine endständige Zyme. Die Blütenköpfchen sind rund. Die Hochblätter sind lanzettlich, violett, ihre Mittelrippe ist behaart. Das Involukrum ist 1,2 bis 1,5 Zentimeter lang, dunkelviolett bis purpurn und behaart. Die Involukralblätter sind 1 bis 1,5 Zentimeter lang und 0,4 Zentimeter breit, oblanzeolat bis lanzeolat. Der Rand ist trockenhäutig und bewimpert. Die Spitze ist spitz mit einem Haarbüschel. Die Zungenblüten haben eine rund 1,7 Zentimeter lange, fuchsien- bis purpurfarbene Zunge, die Kronröhre ist behaart. Die Kronzipfel sind 4,4 bis 4,8 Millimeter breit und oblanzeolat. Die Röhrenblüten sind rund 8 Millimeter lang, purpurn oder nach der Reife gelblich.
Die Achäne ist 3,6 Millimeter lang und behaart. Der Pappus ist 8,8 bis 9,6 Millimeter lang.

## Verbreitung
Die Art kommt in Kolumbien, Venezuela und Ecuador, vorwiegend auf gut dränierten Böden, vor.

## Belege
- Pedraza Peñalosa, Luisa Paola: Las plantas con flores de los alrededores de la laguna de Chisacá S. 68f. Bogotá 2000.